# دانشگاه سینسیناتی
دانشگاه سینسیناتی (به انگلیسی: University of Cincinnati) یک دانشگاه تحقیقاتی دولتی در سینسیناتی واقع در ایالت اوهایو آمریکا است که در سال ۱۸۱۹ میلادی بنانهاده شده‌است.
این دانشگاه وابسته به سیستم دانشگاهی ایالت اوهایو است. طبق آمار گرفته شده در سال ۲۰۰۷ دانشگاه در رده ۲۵ دانشگاه دولتی و همچنین رده ۳۷ در بین دانشگاه‌های تحقیقاتی دولتی و رده ۷۰ در بین دانشگاه‌های تحقیقاتی چه خصوصی چه دولتی، در کل کشور آمریکا انتخاب شده‌است.
دانشگاه با ارائه بیش از ۶۰۰ زمینه تحصیلی در مقاطع مختلف در دوره‌های دو ساله تا دوره دکترا و فوق‌دکترا فعالیت دارد.
با توجه به بودجه بیش از سه میلیارد دلاری در سال، دانشگاه به‌عنوان بزرگترین کارفرما در سطح سینسیناتی شناخته می‌شود.

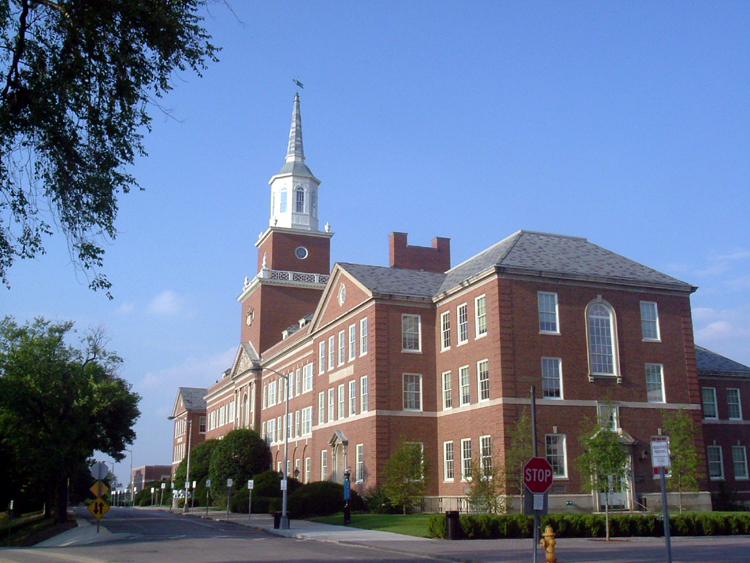
ساختمان «مک میکن»